# 機動戦士Ζガンダム
『機動戦士Ζガンダム』（きどうせんしゼータガンダム、MOBILE SUIT Ζ GUNDAM）は、日本サンライズが制作した『ガンダムシリーズ』のテレビアニメ。
名古屋テレビを制作局として、テレビ朝日系列で1985年（昭和60年）3月2日から1986年（昭和61年）2月22日まで、土曜 17時30分 - 18時00分の時間帯にて全50話が放送された。物語は1979年 - 1980年に放送された『機動戦士ガンダム』の続編にあたるが、設定はその劇場映画版3部作から連なるものとなっている。略称は「Ζ（ゼータ）」。
本項では2005年（平成17年）から2006年（平成18年）にかけて松竹系劇場にて全国公開された、劇場用映画三部作『機動戦士Ζガンダム A New Translation』シリーズについても記述する。

## 概要
『機動戦士ガンダム』の一年戦争から7年後の宇宙世紀0087年に起きたグリプス戦役を描く。「スペースノイドとアースノイドの対立」という軸は変わらないが、前作の地球連邦対ジオン公国の戦争という明快な図式に対して、本作はティターンズとエゥーゴという地球連邦軍から発生した二つの勢力による抗争を中心に、中盤以降ではジオン残党最大勢力であるアクシズが介入し、三勢力間の同盟・決裂、指導者の暗殺など、権謀術数が相まみえる構図となる。のちに製作されたOVA『機動戦士ガンダム0083 STARDUST MEMORY』では、この情勢に至る経緯（ジオン残党の抵抗と地球至上主義の台頭）に触れている。
登場人物は主人公カミーユ・ビダンら次世代の若者が登場し、年齢を重ねた前作の登場人物たちと絡む展開になる。アムロ・レイとシャア・アズナブル（本作では「クワトロ・バジーナ」）という前作の好敵手同士が、カミーユの仲間としてエゥーゴで一時的に共闘する。カミーユとフォウ・ムラサメの悲恋など、ニュータイプと強化人間の関係、可能性と悲劇が重層的に描かれる。
メカに関しては、変形機構を持つ可変モビルスーツ（可変MS）や可変モビルアーマー（可変MA）が多数登場し、主役機も前作の発展型（ガンダムMk-II）から物語後半では可変機（Ζガンダム）へと交代する。また、ガンダムMk-IIが敵から強奪した機体だったり、旧ジオン系の兵器が地球連邦軍で再利用されるなど、前作の設定をアレンジしている。
ナレーションは劇中でヘンケン・ベッケナーを演じる小杉十郎太が担当した。前作のように戦況を解説するナレーションは少なく、主に本編冒頭のモノローグ、前回のダイジェスト、次回予告が中心であった。次回予告は毎回「君は、刻（とき）の涙を見る」というキャッチフレーズで締めくくられた。
「ゼータ」に当てられる文字として読みの上で正しいのはギリシャ文字の"Ζ"であるが、入力の容易さ・形状の類似からラテン文字の"Z"（ゼット）が代用されることが多い。
準備稿時点での作品タイトルは『逆襲のシャア』であった（後述の小説版を参照）。
富野は「機動戦士Ζガンダムとは現実認知の物語です」としていた。それは敵と味方、善と悪という二元論だけの関係性ではあり得ないのが現実だということで、だからこそ予定調和的な終わり方には絶対にならなかったという。

## 製作

### 企画の経緯
企画開始当時、番組スポンサーのバンダイが玩具としてライバル視していたのは「戦え!超ロボット生命体トランスフォーマー」に登場するトランスフォーマーだった。その時点で『ガンダム』の爆発的ヒットを支えたロボットアニメにおけるミリタリー・ブームは過去のものとなりつつあり、プラモデルも1983年をピークに縮小傾向に転換していた。そのため、終了する模型のオリジナル企画『モビルスーツバリエーション（MSV）』の後続企画の『MS-X』ではなく、新たな商品展開が求められていた。そこで浮上したのが、前年作の『重戦機エルガイム』からメカニック的なギミックやアイデアなどを取り入れつつ、可変MSなどのより攻めたメカニックデザインを追求したガンダム本編の続編の制作だった。
それまでに『戦闘メカ ザブングル』、『聖戦士ダンバイン』、『銀河漂流バイファム』、『重戦機エルガイム』と立て続けに制作されてきたバンダイとサンライズのタッグによるロボットアニメは、商業的にはガンダムを上回ることはなかった。その一方で、ガンダム自体も『模型情報』や『コミックボンボン』などの雑誌で展開していたものの、劇場版三部作が公開されていた当時よりも売上が落ち込んでいたことから、バンダイにより企画された。
企画自体はそれ以前の『ダンバイン』の放映時、クローバーの倒産によるスポンサー撤退直後から始まっており、続編の制作は『重戦機エルガイム』が始まった時にはほぼ決まっていた。既に『ダンバイン』の後番組は『エルガイム』に決定していたが、バンダイがクローバーの代わりにメインスポンサーを務める条件の一つが、ガンダムのテレビシリーズの復活であった。
実際に富野がガンダムの続編の構想をスタートさせたのは1984年2月。2月20日付の最初期のメモには「不足しているのは何か?/本当にやりたい事は何か?」というテーマ設定や「5年後のスタッフの発見」といったスタッフワークに関するものがあった。2月から5月までは試行錯誤の時期にあたり、U.C.0111（トリプルワン）という未来を舞台にした「ゼーター・ガンダム」案、U.C.0045という過去を舞台にした「モビルスーツ アルファ・ガンダム」案が書かれている。「ゼーター・ガンダム」案の方には、他人との精神的な同一状態を得る「ギャザー・スタイム」というニュータイプを超えるアイデアが書かれており、「ゼーター・ガンダムはギャザー・スタイムという機能を具有するのではないだろうか?」と書かれていた。6月上旬頃に現在の形に近いストーリーラインがまとまり始め、それ以降、それをベースに推敲が重ねられた。8月20日に「シチュエーション あれから7年後……。」と題した基本的な背景と1クール分のプロットのメモが完成する。1984年11月、正式に企画が発表された。
テレビアニメとしてはかなりの準備期間があったにもかかわらず、主役機のΖガンダムはその複雑なデザインや変形機構のため、デザイン決定や商品化が遅れた。複数のデザイナーが参加したこともあって実際のデザイン作業には予想外に時間がかかり、番組への登場は後半開始の3クール目にまでずれ込んでしまった。そのため、Ζガンダム登場までの間の前半2クールの主役機を担うガンダムの必要性が生じ、ガンダムMk-II の登場が決まった。バンダイからの「Mk-IIはMSVの流れを汲んだもの」というオーダーの下、RX-78からフルアーマーガンダムとヘビーガンダムへの流れの下流にあり、「可動」にも配慮がなされたデザインがなされた。
また、バンダイからの「主力のΖガンダムが20話過ぎまで登場しないのだから、そのつなぎとしてMSVは出して欲しい」というオファーで、それまでプラモデルのみで展開していたMSVの本編への登場も決まった。そもそもMSVは、サンライズがなかなかガンダムの続編を作ろうとしないためにバンダイが独自に展開していたものだったので、これを機に「自分たちは本気で作っている」ということをアニメ制作者側に認知してもらうという狙いもあった。
スタッフは、富野の「ガンダムの殻を破りたい」というリクエストと課題の一つに挙げていた若手育成のために、結果的に前作の世界観を担ったキャラクターの安彦良和とメカの大河原邦男には参加してもらいつつもその周囲を若手が固めるという体制となった。
サンライズ作品では初めてメカニカル作画監督が設けられ、内田順久が採用されて番組内でクレジットされた。

### デザイン
キャラクターデザインは、前作のデザイナーであった安彦が担当した。1984年9月から作業に入り、監督の富野から届けられたプロットとメモの文章を基にイメージ優先でデザインしたという。しかし、この方法には行き違いが多く、デザイン完成後にその役割に合わせて描き直したものもあった。後年、安彦は前作で富野とは「同志」とも言える関係であったが、本作では様変わりしてしまい嫌な思いしかないと述べており、直接会って打ち合わせができたのはアポなしで富野の仕事部屋に上がり込んだ1度きりだったという。また安彦はデザインのみで作画を手掛けないことも決定事項にあり、実際の作画の柱となったのはニュアンスがある柔らかい絵柄の安彦とは対照的な、立体的でデッサン的に固い絵柄の湖川友謙に影響を受けた北爪宏幸であった。
メカニックデザインに関しては、クレジット上で名前があるのは大河原と藤田一己で、それに加えてデザインワークスとして永野護が載っている。しかし実際にはこの3人以外にも、小林誠、近藤和久、明貴美加、岡本英郎、大畑晃一、はばらのぶよし、林裕樹、佐山善則、村上克司、小田雅弘、スタジオけむ、ビシャルデザインなど、数多くのデザイナーやモデラー、漫画家、アニメーターが携わっている。前作で登場したデザインの系譜を受け継ぎ、なおかつ新しいものを生み出すという意図のもと、若い世代のデザイナーを多数登用している。当時は今よりもメカデザイナーの数が少なかったので、デザイナーを発掘して育てていく作業と作品のためのデザイナーを決めるということを同時にやっていた。
当初、富野の指名により、メインデザイナーには、前番組『重戦機エルガイム』にムーバブルフレームというアイデアを持ち込み、初めて設定上「齟齬なく動く」多重関節のアニメロボットをデザインした永野が抜擢された。富野からは「キャラクター以外のビジュアルイメージを出してデザインに専念して欲しい」と言われ、富野とSF設定考証担当の永瀬唯との3人でモビルスーツ（MS）やスペースコロニーや宇宙船などの設定も考えた。メカニックデザインではなく「デザインワークス」とクレジットされているのは、『Ζガンダム』およびその続編に出てくるムーバブルフレームや多重関節のMS、全天周囲モニターおよびリニアシートといったメカニックの基本デザインを行なったためである。また、永野はメカニックデザイン以外にも制服やノーマルスーツなどの衣装や拳銃などの小物類のデザインも担当しており、ヤザン・ゲーブルの設定画は永野がオリジナルを描いている。
永野はMSのデザイン作業も進めていたが、彼が最初に提出したリック・ディアスとガルバルディβに対するサンライズ上層部やバンダイの評価が芳しくなかったため、番組放送前に降板することになった。代わって、前作のデザイナーである大河原が急遽招聘され、それに加えて当時21歳だった新人の藤田の参加も決まり、永野、大河原のアイデアを藤田がまとめるという方式で作業が進められた。例えばハイザックやアッシマーは大河原の案を、百式は永野の案を、ガンダムMk-IIは大河原・永野の案を、Ζガンダムは大河原・永野に加え近藤和久・小田雅弘らのデザインや変形案を、すべて藤田がクリンナップしてまとめている。
最初に登場する数点のMSのデザインが終了した後、しばらく藤田が一人でデザインを担当することとなったが、さらに多くの可能性を探るため、終盤にかけて後にΖΖガンダムをデザインすることになるイラストレーターでモデラーの小林誠を筆頭に、漫画家の近藤和久、アニメーターの大畑晃一、はばらのぶよし、デザイナーの佐山善則、岡本英郎など多くの人材を登用した。また一度は降板した永野にも富野の声掛けで再度発注が行われ、キュベレイとハンブラビを描いている。
戦艦は永野と藤田が担当し、永野はアーガマとグワンバンとエンドラ、それ以外を藤田がデザインしている。

### 音楽
BGMは三枝成章（現：三枝成彰）が担当し、アメリカの人気歌手・作曲家のニール・セダカにテーマ曲を依頼した。鮎川麻弥が歌う前期OPテーマ「Ζ・刻を越えて」とEDテーマ「星空のBelieve」は、過去のセダカのアルバム収録曲に新たな詞とアレンジがついたものであるが、森口博子が歌う後期OPテーマ「水の星へ愛をこめて」は新規に提供されたものである。当初は「星空のBelieve」の方がオープニングテーマになる予定であったが、富野により変更された。また、永野がテレビ放送当時に参加したイベントの席上で発言したところによると、当初主題歌についてはヴァン・ヘイレンに未使用曲を譲ってもらおうという案も出ていた。
間嶋里美の歌う「ハッシャバイ」は、元々『無敵鋼人ダイターン3』のイメージソングとして録音された楽曲である。間嶋の夫・古谷徹が演じるアムロ・レイの登場シーンに劇中歌として使用された（小説版の同シーンにおいても使用されている）。
アーケードゲーム『機動戦士Ζガンダム エゥーゴvs.ティターンズ』およびそのバージョンアップ版の『同DX』には「星空〜」を除く上記3曲は収録されているものの、そのコンシューマ機移植版であるPS2・GC用『機動戦士ガンダム ガンダムvs.Ζガンダム』では収録されていない。VS.シリーズ第7作の『機動戦士ガンダム ガンダムVS.ガンダム』では、登場作品中唯一主題歌が収録されていない。第8作となる『NEXT』でも、劇中のBGMでの代用となっている 。しかし、『機動戦士ガンダム エクストリームバーサス フルブースト』では、劇場用主題歌 「Metamorphoze 〜メタモルフォーゼ〜」が収録されている。
オーケストラ用の『交響組曲Zガンダム』の楽譜は音源収録後に長年行方知れずになっていたが、バンダイナムコが『機動戦士ガンダムSEED FREEDOM』の為に資料を取り寄せた中に三枝直筆の楽譜がたまたま入っていた。この楽譜で2024年夏、仙台フィルハーモニー管弦楽団によって公演された

## 物語

### 前史
一年戦争が終結し、ジオン公国軍に実質的勝利を収めた地球連邦軍だったが、依然としてジオン公国軍残党による連邦軍への抵抗は続いていた。連邦軍のジャミトフ・ハイマン准将（のち大将）は、ジオン残党の脅威を大義名分として、連邦軍内部にジオン残党狩りを目的とする特殊部隊「ティターンズ」を結成する。ティターンズはジオン残党のみならず、コロニーの反地球連邦運動に対しても強硬策を採るようになる。
こうした動きに対し、連邦軍のブレックス・フォーラ准将は、ティターンズに反感を抱く連邦軍士官や兵士を中心に反地球連邦組織「エゥーゴ」を結成。月を拠点とするアナハイム・エレクトロニクス（AE）社を中心とする軍需産業から新造艦アーガマを提供されるなど、資金と物資面での援助を受ける。小惑星アクシズから地球圏偵察のため帰還し、連邦軍籍を得て潜伏中のシャア・アズナブルもクワトロ・バジーナ大尉を名乗りエゥーゴに参加していた。
ティターンズのバスク・オム大佐は、反連邦集会を行っていたサイド1の30バンチコロニーに対して毒ガス使用による住民虐殺（30バンチ事件）を行い、情報統制により事実を隠蔽する。また、ティターンズはコロニー再建化計画において新たに整備されたサイド7グリーン・ノアを軍事拠点化しようと目論み、連邦軍の象徴たるガンダムの後継機開発計画を極秘に行っていた。

### 本編
宇宙世紀0087年。かつてアムロ・レイらホワイトベース隊のメンバーたちが暮らしていたコロニー（グリーン・ノア1）を含むサイド7は、グリーン･オアシスとして再建されていた。そこに本作の主人公となるカミーユ・ビダンが幼馴染みのファ・ユイリィと共に暮らしていた。カミーユの両親は新型ガンダム開発計画に技術者として参加していたが、カミーユは父の不倫と、仕事にかまけて夫の素行を見て見ぬふりをする母に悩む鬱屈した少年だった。カミーユは尊敬するブライト・ノアに会うためファと共に宇宙港を訪れるがそこでティターンズの新米士官ジェリド・メサと遭遇。名前を馬鹿にされ激高したカミーユはジェリドへの暴行容疑で逮捕されるが、飛行訓練中だったガンダムMk-IIの墜落を機に基地を抜け出す。一方、軍事基地偵察の任務を負ったシャアは因縁深きコロニーに単身潜入を試みる。Mk-IIの存在を知ったシャアは機体の奪取を決意、部下2人とともにリック・ディアスで再び侵入する。混乱に乗じたカミーユはブライトとティターンズの女性士官エマ・シーンの制止を振り切り、高圧的なMPへの意趣返しのためMk-IIを奪取。さらにジェリドを心配したカクリコン・カクーラーの機体をも組み伏せる。Mk-IIのパイロットが自分たちと敵対する意志がないと判断したシャアはカミーユと二機のMk-IIを手土産にグリーンオアシスを脱出。こうして、ガンダム強奪事件を皮切りにエゥーゴとティターンズは全面抗争に突入するのだった。
Mk-II奪還のため卑劣な策を弄するバスクによりカミーユは両親を喪い、ティターンズへの反感と敵意を強めたカミーユは自らの意志でMk-IIの専任パイロットとなる。Mk-II奪還作戦に関わったエマはティターンズの非道に憤りエゥーゴへ離反。民間船テンプテーションの艦長という閑職に甘んじていたブライトもアーガマ隊に窮地を救われてエゥーゴに参加し、ヘンケンからの禅譲によりアーガマ艦長に就任。シャアは月で受領した新型機百式に乗り換え、ジャブロー降下作戦の指揮を任せられる。
一方、木星帰りの男・パプテマス・シロッコは降下作戦妨害の功でティターンズに参加。ジャミトフに忠誠を誓い一翼を担うようになっていく。また、小惑星アクシズと共に地球圏に帰還を果たしたハマーン・カーンはミネバ・ザビを傀儡に据え、彼女の摂政として辣腕を振るう。エゥーゴとティターンズの抗争に第三極として介入し、両陣営を手玉に取る。
こうして、自身の名声と過去との因縁に何度となく辛酸を舐め、凶弾に斃れたブレックスの後継者として自らの出自を明かし一軍の長となり苦悩を深めるシャア、人造ニュータイプである強化人間たちとの出会いや数々の悲劇を通じてニュータイプとして覚醒を遂げ、新型機Ζガンダムを与えられたカミーユ、謀略の数々により着々と手駒を増やし、やがてジャミトフの暗殺によってティターンズを掌握するシロッコ、シャアへの失恋を糧にジオン再興を目論むハマーンの4人を軸とし、コロニーレーザー・グリプス2をめぐりエゥーゴ、ティターンズ、アクシズ三つ巴の死闘が展開されるのだった。

## 登場人物
エゥーゴ&カラバ
- カミーユ・ビダン（声 - 飛田展男）
- クワトロ・バジーナ（声 - 池田秀一）[注 15]
- アムロ・レイ（声 - 古谷徹）
- ブライト・ノア（声 - 鈴置洋孝）
- エマ・シーン（声 - 岡本麻弥）
- ファ・ユイリィ（声 - 松岡ミユキ）
- カツ・コバヤシ（声 - 難波圭一）
- アストナージ・メドッソ（声 - 広森信吾）
- ベルトーチカ・イルマ（声 - 川村万梨阿）
- ヘンケン・ベッケナー、ナレーション（声 - 小杉十郎太）

ティターンズ
- パプテマス・シロッコ（声 - 島田敏）
- ジェリド・メサ（声 - 井上和彦）
- レコア・ロンド（声 - 勝生真沙子）
- ヤザン・ゲーブル（声 - 大塚芳忠）
- サラ・ザビアロフ（声 - 水谷優子）
- ジャミトフ・ハイマン（声 - 西村知道）
- バスク・オム（声 - 郷里大輔）

地球連邦軍（連邦軍のうち、上記組織に所属していない者）
- ライラ・ミラ・ライラ（声 - 佐脇君枝）
- ロザミア・バダム（声 - 藤井佳代子）
- フォウ・ムラサメ（声 - 島津冴子）

アクシズ
- ハマーン・カーン（声 - 榊原良子）

## 登場兵器
モビルスーツやモビルアーマーなど機動兵器に分類されるものは
それ以外のものについては

## スタッフ
（オープニングクレジットより）
- 企画 - 日本サンライズ
- 原案 - 矢立肇
- 原作 - 富野由悠季
- キャラクターデザイン - 安彦良和
- メカニカルデザイン - 大河原邦男、藤田一己
- 美術 - 東潤一
- デザインワークス - 永野護
- 音楽 - 三枝成章
- メカニカル作画監督 - 内田順久
- 撮影監督 - 斎藤秋男
- 音響監督 - 藤野貞義
- 音響制作 - 千田啓子
- プロデューサー - 森山涇（名古屋テレビ）、大西邦明（創通エージェンシー）、内田健二（日本サンライズ）
- 総監督 - 富野由悠季
- 制作 - 名古屋テレビ、創通エージェンシー、日本サンライズ

## 主題歌・挿入歌
オープニングテーマ
「Ζ・刻をこえて」(原題：BETTER DAYS ARE COMING)（第1話 - 第23話）
原作詞・作曲 - ニール・セダカ / 日本語版作詞 - 井荻麟 / 編曲 - 渡辺博也 / 歌 - 鮎川麻弥
※オリコン週間シングルチャート
20位（1985年3月4日付）、17位（3月11日・18日付）、15位（3月25日付）、20位（4月1日付）
「水の星へ愛をこめて」(英題：FOR US TO DECIDE)（第24話 - 第50話）
作詞 - 売野雅勇 / 作曲 - ニール・セダカ / 編曲 - 馬飼野康二 / 歌 - 森口博子
※オリコン週間シングルチャート
16位（1985年8月19日付）、17位（8月26日付）、18位（9月2日付）

エンディングテーマ
「星空のBelieve」（原題：BAD AND BEAUTIFUL）
原作詞・作曲 - ニール・セダカ、フィリップ・コーディ / 日本語版作詞 - 竜真知子 / 編曲 - 渡辺博也 / 歌 - 鮎川麻弥

挿入歌
「ハッシャバイ」（第13話）
作詞 - 井荻麟 / 作曲 - 井上忠夫 / 編曲 - 宮川泰 / 歌 - 間嶋里美
「銀色ドレス」（第20話）
作詞 - 井荻麟 / 作曲・編曲 - 馬飼野康二 / 歌 - 森口博子

### 差し替え事例
現在、日本国内で発売されている映像ソフトにおけるオープニング・エンディングパートは、上記に記載したテレビ放映時と同じ楽曲が使用されているが、一部のオンライン配信サイトおよび海外版映像ソフトでは、映像はそのままだが、楽曲のみサウンドトラック収録のBGM（オープニング曲は前期後期共に「Ζ GUNDAM」、エンディング曲は「新たな世界」）に差し替えられている事例がある（オープニング映像には、差し替えられたBGMに新たな効果音が追加されている）。これについてサンライズは「配信の『機動戦士Ζガンダム』オープニングとエンディングの楽曲がテレビ放送版と異なるのは、オンディマンド配信する際の権利上の理由によります。ご了承ください。現在の映像は富野監督に楽曲を監修いただき、インターネット配信の正式版として配信しております」と回答していた。なお、2017年12月より、「元の主題歌で配信できるようになった」との報告が公式発表されている。

## 各話リスト
| 話数   | 放送日        | サブタイトル       | 脚本              | コンテ            | 演出     | 作画監督          |
| ------ | ------------- | ------------------ | ----------------- | ----------------- | -------- | ----------------- |
| 第1話  | 1985年 3月2日 | 黒いガンダム       | 大野木寛 斧谷稔   | 今川泰宏          | 今川泰宏 | 北爪宏幸          |
| 第2話  | 3月9日        | 旅立ち             | 鈴木裕美子 斧谷稔 | 滝沢敏文          | 関田修   | 小林利充          |
| 第3話  | 3月16日       | カプセルの中       | 川崎知子 斧谷稔   | 横山広行          | 横山広行 | 兵頭敬            |
| 第4話  | 3月23日       | エマの脱走         | 丸尾みほ 斧谷稔   | 川瀬敏文          | 川瀬敏文 | 山田きさらか      |
| 第5話  | 3月30日       | 父と子と…          | 大野木寛 斧谷稔   | 杉島邦久          | 杉島邦久 | 金山明博          |
| 第6話  | 4月6日        | 地球圏へ           | 鈴木裕美子 斧谷稔 | 井内秀治          | 関田修   | 北爪宏幸          |
| 第7話  | 4月13日       | サイド1の脱出      | 丸尾みほ 斧谷稔   | 知吹愛弓          | 横山広行 | 小林利充          |
| 第8話  | 4月20日       | 月の裏側           | 大野木寛 斧谷稔   | 川瀬敏文          | 川瀬敏文 | 兵頭敬            |
| 第9話  | 4月27日       | 新しい絆           | 丸尾みほ 斧谷稔   | 杉島邦久          | 杉島邦久 | 山田きさらか      |
| 第10話 | 5月4日        | 再会               | 大野木寛 斧谷稔   | 今川泰宏          | 関田修   | 金山明博          |
| 第11話 | 5月11日       | 大気圏突入         | 鈴木裕美子 斧谷稔 | 網野哲郎          | 横山広行 | 北爪宏幸          |
| 第12話 | 5月25日       | ジャブローの風     | 平野靖士 斧谷稔   | 知吹愛弓 斧谷稔   | 川瀬敏文 | 小林利充          |
| 第13話 | 6月1日        | シャトル発進       | 大野木寛 斧谷稔   | 杉島邦久 斧谷稔   | 杉島邦久 | 山田きさらか      |
| 第14話 | 6月8日        | アムロ再び         | 鈴木裕美子 斧谷稔 | 今川泰宏          | 今川泰宏 | 金山明博          |
| 第15話 | 6月15日       | カツの出撃         | 丸尾みほ 斧谷稔   | 横山広行          | 関田修   | 北爪宏幸          |
| 第16話 | 6月22日       | 白い闇を抜けて     | 鈴木裕美子 斧谷稔 | 本橋鷹王          | 本橋鷹王 | 小林利充          |
| 第17話 | 6月29日       | ホンコン・シティ   | 遠藤明吾          | 川瀬敏文          | 川瀬敏文 | 山田きさらか      |
| 第18話 | 7月6日        | とらわれたミライ   | 鈴木裕美子 斧谷稔 | 杉島邦久 横山広行 | 杉島邦久 | 金山明博          |
| 第19話 | 7月13日       | シンデレラ・フォウ | 遠藤明吾          | 甚目喜一          | 平林淳   | 北爪宏幸          |
| 第20話 | 7月20日       | 灼熱の脱出         | 遠藤明吾          | 関田修            | 関田修   | 小林利充          |
| 第21話 | 7月27日       | ゼータの鼓動       | 大野木寛 斧谷稔   | 本橋鷹王 斧谷稔   | 本橋鷹王 | 山田きさらか      |
| 第22話 | 8月3日        | シロッコの眼       | 丸尾みほ 斧谷稔   | 川瀬敏文          | 川瀬敏文 | 金山明博          |
| 第23話 | 8月10日       | ムーン・アタック   | 鈴木裕美子 斧谷稔 | 杉島邦久          | 杉島邦久 | 北爪宏幸          |
| 第24話 | 8月17日       | 反撃               | 遠藤明吾          | 横山広行          | 関田修   | 小林利充 照日四郎 |
| 第25話 | 8月24日       | コロニーが落ちる日 | 鈴木裕美子        | 斧谷稔            | 平林淳   | 山田きさらか      |
| 第26話 | 8月31日       | ジオンの亡霊       | 遠藤明吾          | 井内秀治          | 本橋鷹王 | 北爪宏幸          |
| 第27話 | 9月7日        | シャアの帰還       | 鈴木裕美子 斧谷稔 | 川瀬敏文          | 川瀬敏文 | 金山明博          |
| 第28話 | 9月14日       | ジュピトリス潜入   | 遠藤明吾          | 森一浩            | 関田修   | 小林利充          |
| 第29話 | 9月21日       | サイド2の危機      | 鈴木裕美子        | 世良邦男 杉島邦久 | 杉島邦久 | 大森英敏          |
| 第30話 | 9月28日       | ジェリド特攻       | 遠藤明吾          | 横山広行          | 平林淳   | 山田きさらか      |
| 第31話 | 10月5日       | ハーフムーン・ラブ | 鈴木裕美子 斧谷稔 | 森一浩 斧谷稔     | 妻方仁   | 瀬尾康博          |
| 第32話 | 10月12日      | 謎のモビルスーツ   | 遠藤明吾          | 井内秀治          | 本橋鷹王 | 金山明博          |
| 第33話 | 10月19日      | アクシズからの使者 | 遠藤明吾          | 甚目喜一          | 関田修   | 小林利充          |
| 第34話 | 10月26日      | 宇宙が呼ぶ声       | 鈴木裕美子        | 川瀬敏文          | 川瀬敏文 | 山田きさらか      |
| 第35話 | 11月2日       | キリマンジャロの嵐 | 鈴木裕美子        | 森一浩            | 平林淳   | 瀬尾康博          |
| 第36話 | 11月9日       | 永遠のフォウ       | 遠藤明吾          | 杉島邦久          | 杉島邦久 | 北爪宏幸          |
| 第37話 | 11月16日      | ダカールの日       | 鈴木裕美子        | 横山広行          | 横山広行 | 金山明博          |
| 第38話 | 11月23日      | レコアの気配       | 遠藤明吾          | 世良邦男 斧谷稔   | 関田修   | 小林利充          |
| 第39話 | 11月30日      | 湖畔               | 鈴木裕美子        | 川瀬敏文          | 川瀬敏文 | 山田きさらか      |
| 第40話 | 12月7日       | グリプス始動       | 遠藤明吾          | 森一浩 斧谷稔     | 平林淳   | 寺東克己          |
| 第41話 | 12月14日      | 目覚め             | 鈴木裕美子        | 杉島邦久          | 杉島邦久 | 瀬尾康博          |
| 第42話 | 12月21日      | さよならロザミィ   | 遠藤明吾          | 横山広行          | 横山広行 | 恩田尚之          |
| 第43話 | 1986年 1月4日 | ハマーンの嘲笑     | 遠藤明吾          | 世良邦男          | 関田修   | 金山明博          |
| 第44話 | 1月11日       | ゼダンの門         | 鈴木裕美子        | 川瀬敏文          | 川瀬敏文 | 小林利充          |
| 第45話 | 1月18日       | 天から来るもの     | 遠藤明吾          | 森一浩            | 平林淳   | 山田きさらか      |
| 第46話 | 1月25日       | シロッコ立つ       | 鈴木裕美子        | 川瀬敏文 杉島邦久 | 杉島邦久 | 瀬尾康博          |
| 第47話 | 2月1日        | 宇宙の渦           | 遠藤明吾          | 横山広行          | 横山広行 | 恩田尚之          |
| 第48話 | 2月8日        | ロザミアの中で     | 鈴木裕美子        | 滝沢敏文          | 関田修   | 金山明博          |
| 第49話 | 2月15日       | 生命散って         | 遠藤明吾          | 世良邦男          | 平林淳   | 敷島博英          |
| 第50話 | 2月22日       | 宇宙を駆ける       | 遠藤明吾          | 川瀬敏文          | 川瀬敏文 | 小林利充          |

## 放送局
※系列は放送当時、放送日時は1985年12月中旬 - 1986年1月上旬時点（石川テレビについては本放送終了後に放送された日時）のものとする。
| 放送地域       | 放送局             | 系列                          | 放送日時                                             | 備考                                                  |
| -------------- | ------------------ | ----------------------------- | ---------------------------------------------------- | ----------------------------------------------------- |
| 中京広域圏     | 名古屋テレビ       | テレビ朝日系列                | 土曜 17:30 - 18:00                                   | 制作局                                                |
| 北海道         | 北海道テレビ       | テレビ朝日系列                | 土曜 17:30 - 18:00                                   |                                                       |
| 宮城県         | 東日本放送         | テレビ朝日系列                | 土曜 17:30 - 18:00                                   |                                                       |
| 福島県         | 福島放送           | テレビ朝日系列                | 土曜 17:30 - 18:00                                   |                                                       |
| 関東広域圏     | テレビ朝日         | テレビ朝日系列                | 土曜 17:30 - 18:00                                   |                                                       |
| 新潟県         | 新潟テレビ21       | テレビ朝日系列                | 土曜 17:30 - 18:00                                   |                                                       |
| 静岡県         | 静岡けんみんテレビ | テレビ朝日系列                | 土曜 17:30 - 18:00                                   | 現・静岡朝日テレビ。                                  |
| 広島県         | 広島ホームテレビ   | テレビ朝日系列                | 土曜 17:30 - 18:00                                   |                                                       |
| 香川県・岡山県 | 瀬戸内海放送       | テレビ朝日系列                | 土曜 17:30 - 18:00                                   |                                                       |
| 福岡県         | 九州朝日放送       | テレビ朝日系列                | 土曜 17:30 - 18:00                                   | 最初の1ヶ月間のみ朝日放送と同じ金曜17時に先行ネット。 |
| 鹿児島県       | 鹿児島放送         | テレビ朝日系列                | 土曜 17:30 - 18:00                                   |                                                       |
| 青森県         | 青森テレビ         | TBS系列                       | 土曜 17:00 - 17:30                                   |                                                       |
| 岩手県         | 岩手放送           | TBS系列                       | 日曜 6:00 - 6:30                                     | 現・IBC岩手放送。                                     |
| 秋田県         | 秋田テレビ         | フジテレビ系列 テレビ朝日系列 | 水曜 17:30 - 18:00                                   |                                                       |
| 山形県         | 山形放送           | 日本テレビ系列 テレビ朝日系列 | 火曜 17:00 - 17:30                                   |                                                       |
| 山梨県         | 山梨放送           | 日本テレビ系列                | 水曜 17:00 - 17:30                                   |                                                       |
| 長野県         | テレビ信州         | 日本テレビ系列 テレビ朝日系列 | 土曜 17:00 - 17:30                                   |                                                       |
| 富山県         | 富山テレビ         | フジテレビ系列                | 月曜 17:20 - 17:50 →月曜 17:30 - 18:00（最終回時点） | 1985年3月11日から1986年3月10日に放送。                |
| 石川県         | 石川テレビ         | フジテレビ系列                | 月曜 - 金曜 17:32 - 18:00                            | 本放送終了後、1987年1月7日 - 4月15日に放送。          |
| 福井県         | 福井テレビ         | フジテレビ系列                | 月曜 16:30 - 17:00                                   |                                                       |
| 近畿広域圏     | 朝日放送           | テレビ朝日系列                | 金曜 17:00 - 17:30                                   | 現・朝日放送テレビ。 制作局より1日早い先行放送。      |
| 島根県・鳥取県 | 山陰放送           | TBS系列                       | 土曜 17:00 - 17:30                                   |                                                       |
| 山口県         | 山口放送           | 日本テレビ系列 テレビ朝日系列 | 火曜 17:15 - 17:45                                   | 1985年5月7日から放送                                  |
| 愛媛県         | 南海放送           | 日本テレビ系列                | 金曜 16:55 - 17:25                                   |                                                       |
| 高知県         | テレビ高知         | TBS系列                       | 金曜 16:30 - 17:00                                   | 1985年5月3日から放送                                  |
| 長崎県         | 長崎放送           | TBS系列                       | 金曜 16:50 - 17:20                                   |                                                       |
| 熊本県         | 熊本放送           | TBS系列                       | 木曜 17:30 - 18:00                                   |                                                       |
| 大分県         | 大分放送           | TBS系列                       | 水曜 17:20 - 17:50                                   |                                                       |
| 宮崎県         | 宮崎放送           | TBS系列                       | 火曜 17:30 - 18:00                                   |                                                       |
| 沖縄県         | 琉球放送           | TBS系列                       | 水曜 17:15 - 17:45                                   |                                                       |

## 反響・評価
関東地区の平均視聴率6.4%、最高視聴率は11.7%、キー局である中京圏の名古屋テレビでは、関東地区よりも高い平均視聴率12.3%、最高視聴率は17.7%を記録。
キャラクターの刷新や、各陣営の対立構造が複雑化し、戦況の推移が視聴者にとって把握しづらいこと等から初代ファンからは不評を買ったが、新しいファンには受け入れられた。本作は放映当時こそ賛否両論あったものの、マーチャンダイジングとしては成功だった。また、主人公カミーユの辿った道は、シリーズ屈指の悲劇として今なお語り草となっている。
2018年にNHK BSプレミアムで発表された「全ガンダム大投票 40th」では、ガンダムシリーズ全作品のうちTV版が第2位にランクイン、作品別キャラクターランキングでは主人公のカミーユ・ビダンが4位、楽曲では主題歌の「水の星へ愛をこめて」が1位にランクインした。

### 商業効果
本作は放映された年のガンプラの売上を倍増させるなど、商業面では好調であったが、川口克己は「バンダイ側の売り上げの期待値を達成できなかった」と述べている。松本悟によると、デザインの複雑化によるコストアップのための商品価格の高騰が原因としている。また川口は、「コンテンツとしてのガンダムが魅力的な存在であることは間違いないので、期待値を満たすことはできなかったけど、『Ζ』のあともガンダムをTVアニメで続けて欲しいということになった」とも述べている。
1994年にバンダイビジュアルから発売されたLD-BOXはPart1、2ともに3万5千セットのヒットとなった。これは当時のバンダイビジュアルの売上の2割に相当した。またオリコンLDチャートではPart1が2位、Part2が1位を記録。2001年にDVD-BOXが発売され、こちらは単品換算95万枚のヒットになった。前述のLD-BOXを単品換算すると45万5千枚なので売上枚数が大きく伸びている。DVD-BOXと同時に発売された単品DVDと後のレンタルDVDを加えると128万枚に達している。

### 楽曲
日本音楽著作権協会（JASRAC）は2005年5月18日、2004年度の著作物使用料に基づく分配額のランキングを発表。このランキングの第10位に「機動戦士Ζガンダム BGM（作曲:三枝成章）」が入った。『スーパーロボット大戦』などの関連ゲームのみならず、テレビのニュース、ワイドショー、バラエティ番組で同サウンドトラック音源が使用される機会が多い。
本作のサウンドトラックを作曲者自身によって管弦楽に編曲した「交響組曲Zガンダム」は録音後、楽譜が行方不明になっていたが2023年に作者直筆の総譜が発見され2024年8月10日に仙台フィルハーモニー管弦楽団によってはじめて劇場で演奏された。
後期主題歌「水の星へ愛をこめて」を歌った森口博子は、この曲で歌手デビューしている。その後も長きにわたりこの曲を様々な場で歌い続けており、2018年にNHKがBSプレミアムで放送した『全ガンダム大投票 40th』の企画として実施した、当時の歴代ガンダムアニメシリーズ歌唱曲ファン投票ランキング「ガンダムソング」部門では同曲が第1位を獲得している。

## 劇場版
劇場用映画三部作『機動戦士Ζガンダム A New Translation』（- ア・ニュー・トランスレーション）シリーズは、テレビシリーズ『機動戦士Ζガンダム』20周年を記念して全国松竹系劇場にて公開された映画作品。2005年（平成17年）から2006年（平成18年）にかけてシリーズ展開された。公開に先立ち、東京国際ファンタスティック映画祭2004において、『星を継ぐ者』が2004年10月17日に先行上映された。
テレビシリーズの既存映像を用いつつも、新作映像も追加してテレビシリーズ全体を三部作の映画に再構成した作品。「A New Translation（新訳）」を謳って製作されており、物語の結末が異なるなど変更点も多い。富野は「物語の悲劇性を抜いた結果、180度異なる作品になった」と語る。
『劇場版∀ガンダムI 地球光』と『劇場版∀ガンダムII 月光蝶』以来3年ぶりのガンダムシリーズの劇場アニメでもある。
機動戦士ガンダム40周年プロジェクト『ガンダム映像新体験TOUR』として劇場版3部作がTCX（TOHOシネマズ独自規格ラージスクリーン）で劇場上映。第1作が2020年2月7日より、第2作が2020年2月12日より、第3作が2020年2月16日より上映。
キャッチコピーは「再会は躍動する魂。とき放て、"Ζ"!!」（I）、「キスの記憶…」（II）、「誰も知らないラスト…新訳Ζ完結編。」「人は虚無の宇宙にぬくもりを見つけられるか！」（III）。

### シリーズ概要（劇場版）
- 第一部『機動戦士Ζガンダム A New Translation -星を継ぐ者-』（2005年5月28日公開） - 興行収入：8億6200万円[43]
- 第二部『機動戦士ΖガンダムII A New Translation -恋人たち-』（2005年10月29日公開） - 興行収入：6億円[43]
- 第三部『機動戦士ΖガンダムIII A New Translation -星の鼓動は愛-』（2006年3月4日公開） - 興行収入：4億9200万円[44]

### スタッフ（劇場版）
- 製作 - 吉井孝幸
- 企画 - 内田健二
- 原案 - 矢立肇
- 原作・脚本・絵コンテ - 富野由悠季
- キャラクターデザイン - 安彦良和
- メカニカルデザイン - 大河原邦男、藤田一己
- キャラクター作画監督[注 21] - 恩田尚之
- メカニカル作画監督[注 21] - 仲盛文
- 作画監督[注 22] - 重田敦司、中島利洋、中谷誠一、仲盛文、恩田尚之
- 美術監督 - 東潤一[注 23]、甲斐政俊
- デジタル色彩設計 - すずきたかこ
- 撮影監督 - 木部さおり
- 編集 - 山森重之[注 23]、坂本久美子[注 24]
- スタジオ演出 - 松尾衡
- 音響監督 - 藤野貞義
- 音楽 - 三枝成彰
- テーマ曲 - Gackt
- 配給 - 松竹
- プロデューサー - 松村圭一（サンライズ）、久保聡（バンダイビジュアル）
- 企画・製作 - サンライズ
- 総監督 - 富野由悠季

### 主題歌・BGM（劇場版）
主題歌は富野の友人であり、熱烈なガンダムファンでもあるGacktが担当した。BGMはテレビ版と同じく三枝成彰が担当。テレビシリーズのBGMを引き継いでいるほか、映画用の新規の楽曲も使用されている。
また、MSの動作音をはじめとするSEの音源がE&Mプランニングセンター（後のサウンド・リング）からフィズサウンドクリエイションのものに変更されており、結果的に『機動戦士ガンダム』や『機動戦士ガンダム0083 STARDUST MEMORY』との統一が計られることとなった。
オープニングテーマ
『機動戦士Ζガンダム A New Translation -星を継ぐ者-』
「Metamorphoze 〜メタモルフォーゼ〜」

エンディングテーマ
全て、作詞・作曲 - Gackt.C / 歌 - Gackt（レーベル - 日本クラウン）
『機動戦士Ζガンダム A New Translation -星を継ぐ者-』
「君が待っているから（Remix ver.）」

『機動戦士ΖガンダムII A New Translation -恋人たち-』
「mind forest」

『機動戦士ΖガンダムIII A New Translation -星の鼓動は愛-』
「Love Letter」
「Dybbuk」

挿入歌
『機動戦士Ζガンダム A New Translation -星を継ぐ者-』
「ハッシャバイ」
作詞 - 井荻麟 / 作曲 - 井上忠夫 / 編曲 - 宮川泰 / 歌 - 間嶋里美

### 製作（劇場版）
企画当初は『機動戦士ガンダム』や『∀ガンダム』と同様にテレビ版の再編集作品だったが、富野は殺伐さと悲劇しかなかった原典の物語を、新たな解釈と異なる視点を加えることで健やかな物語に再構成するというテーマのもと、自ら全三部作への再編集（監督・脚本・絵コンテ）を行った。当時の放送局であった名古屋テレビも製作協力として制作に関わっている。
劇場版のフィルムは、テレビ版カット（以降、旧作画）に同じフレーム内で劇場版カット（以降、新作画）を加えるという特殊な方法で編集され、旧作画部分と新作画部分の質感を近づける「エイジング」（「経年変化」の意）処理が行われた。公開当時、富野は完全に新作にしてしまうと『Ζガンダム』ではなくなってしまうため、あえてこの形式をとった旨を発言している。旧作画はトリミングされ、スタンダードサイズからビスタサイズに変更された。また、カットによっては旧作画のフレーム内の一部（コクピット内のコンソール表示など）を部分的に追加・修正するといった加工もされている。
新作画部分には、テレビ版の後に製作されたOVA『機動戦士ガンダム0083 STARDUST MEMORY』に登場するジム・キャノンII、ジム・カスタム、ジム・クゥエルや『ADVANCE OF Ζ ティターンズの旗のもとに』のガンダムTR-1［ヘイズル］などのMSがカメオ出演している。
なお、『星の鼓動は愛』の初期題名は「三つ巴」だった。

### 物語（劇場版）
第一部はTV版の1話〜14話、第二部は15話〜32話、第三部は33〜50話をまとめているが、特に第三部はTV版の主要なエピソードの複数がカットされ結末も異なる。大まかなストーリーの流れはテレビ版と同じだが、キリマンジャロ編やシャアのダカール演説、ロザミアの関連するエピソードなどがカットされるなどの大きな変更点がある。ほかにもテレビ版のセリフの多くが温和なものに変化・割愛されているなどの変更点がある。

### 出演声優（劇場版）
映画化に際しては20名以上に上る大幅なキャストの変更が行われた。富野はカミーユ役の飛田展男にオーディションをしており、飛田は富野に「当日にキャスト変更もありうる」と言われたという。また、ファ・ユイリィ役の松岡ミユキのようにテレビ版の声優の引退に伴う変更もあった。劇場版公開後に発売された『Ζガンダム』関係のほとんど各種ゲームでも、劇場版の声優が起用されている。
フォウ・ムラサメ役が島津冴子からゆかなに変更されたことに関して、島津は「映画出演のオファーがなかった」と明かした。また、島津が公開した手記の中で、島津に問いただされた際に総監督の富野由悠季は「音響監督に騙された」「フォウは冴子にしかできない」「予め残すオリジナルキャストが決まっていて、その中にフォウも入っていた」と発言していたとされたが、『機動戦士ΖガンダムII -恋人たち-』の公開を前にしたインタビューで「『Ζ』を新訳にするにあたり、復刻映画にするつもりは全くなく、主人公カミーユ・ビダン役の飛田展男でさえオーディションで改めて選び直した」「当初はアムロやシャアも含めたキャスティングの総入れ替えも検討していた」「フォウ・ムラサメのようなゲスト的なキャラクターに関して言えば、新人を起用するという考え方は初期段階からあった。ファースト以来のキャラクターとのバランスを考え懐かし映画にしないためフォウやサラには若い声が必要だった」「全体のバランスを音響監督と総合的に検討して考えた上で、今回のキャスティングに固めた」と前述の島津の手記の発言を否定する内容の説明が富野自身から語られた。一方でガディ・キンゼーのように、Iでは別人が演じていたが、IIやIIIでオリジナルキャストに戻った例もある。
テレビ版の声優のクレジットはシャア・アズナブルが先頭だったが、劇場版『恋人たち』からはカミーユ・ビダンが先頭になっている。
なお、劇場版制作時点ではすでに故人だった井上瑤（セイラ・マス役）は『星の鼓動は愛』に『めぐりあい宇宙編』の音声を編集して出演（ライブラリ出演）している。また、鈴置洋孝（ブライト・ノア役）と戸谷公次（カクリコン・カクーラー、グワダン・キャプテン役）は『星の鼓動は愛』収録後に逝去し、当作品が遺作になった。

### 劇場版の結末と他作品の関係
- 劇場版は結末そのものがテレビ版から大きく変更され、主人公カミーユは精神破綻を来さず、ガンダムMk-IIは大破に留まらず完全に粉砕されて喪失、アクシズは地球圏制圧に乗り出さず撤退、となった。このため、カミーユからジュドー・アーシタがΖガンダムを譲り受ける形でアクシズ（ネオ・ジオン）と戦うテレビ版続編『機動戦士ガンダムΖΖ』のシナリオにつながらなくなっている。富野は『劇場版Ζ』の後に続く物語の製作については否定的なコメントを残している[51]。
- テレビ版と劇場版、どちらが正史であるかについては、公式な見解は出されていないが、制作サイド外の人物による評伝ではテレビ版を前提とし、劇場版は異説として扱う見解をとるものが見られる[注 31]。
- 2009年に各地で開かれた『ガンダム30周年記念上映』の際に販売された公式パンフレット『ガンダム30周年記念上映 メモリアル・プログラム』に掲載された宇宙世紀年表では『Ζガンダム』に関連する箇所において、劇場版に存在しない出来事の省略と、メールシュトローム作戦の日付が2月20日に変更された記述がなされている[注 32]。この『メモリアル・プログラム』の年表には『ガンダムΖΖ』の内容も記載されており、この部分の内容は既存のものと変更がない。
- 劇場版の関連作品として、公開時期に平行して連載されていたことぶきつかさの漫画『機動戦士Ζガンダム デイアフタートゥモロー ―カイ・シデンのレポートより―』があるが、本作は映画の結末後については『ΖΖ』との関係を曖昧なかたちとしている[52]。
- 作品後のシャアの生死については富野由悠季が「観客の想像に任せる」としており、劇場版においてはシャアがこの時点で戦死している可能性も示唆されている[53]。

### 本作品の影響
『機動戦士Ζガンダム -星を継ぐ者-』は上映映画館がそれほど多くなく、日本全国で83か所だったが、週間映画ランキングで3位にランクイン。上映してから5週間、ベスト10入りしている。また、『第5回東京アニメアワード』において劇場映画部門優秀作品賞、第10回アニメーション神戸では劇場部門作品賞を受賞した。
『機動戦士ΖガンダムII -恋人たち-』の上映は104か所、『機動戦士ΖガンダムIII -星の鼓動は愛-』では最終的に106館だった。
新訳劇場版は作画やテンポの向上や、ハッピーエンドに結末が変更されたことが評価された。一方で、『Ζ』特有の悲劇性や緊張感が失われたことや、重要エピソードの削除により、物語の深みが薄れたとの声もある。再構成された際のエピソードの取捨選択や旧作画との混在も賛否を呼んだ。

### DVD / Blu-ray（劇場版）
発売・販売元はバンダイビジュアル。

#### DVD（第1作）
2005年10月28日発売。
- 機動戦士Ζガンダム A New Translation -星を継ぐ者- DVD通常版（1枚組）
  - 映像特典
    - 特報・劇場予告編

  - 封入特典
    - ライナーノート（8P）
- 機動戦士Ζガンダム A New Translation -星を継ぐ者- DVD初回限定版（2枚組）
  - ディスク1：本編DVD（通常版と同様）
  - ディスク2：特典DVD
    - メイキング オブ Ζガンダム -星を継ぐ者-編
    - Gackt「Metamorphoze 〜メタモルフォーゼ〜」ミュージックビデオ
    - 「星を継ぐ者」ギャラリー

  - 封入特典（通常版と同様）
  - 特製アウターケース付き

#### DVD（第2作）
2006年2月24日発売。
- 機動戦士Ζガンダム A New Translation II -恋人たち- DVD通常版（1枚組）
  - 映像特典
    - 特報・劇場予告編

  - 封入特典
    - ライナーノート（8P）
- 機動戦士Ζガンダム A New Translation II -恋人たち- DVD初回限定版（2枚組）
  - ディスク1：本編DVD（通常版と同様）
  - ディスク2：特典DVD
    - メイキング オブ Ζガンダム -恋人たち-編
    - VOICE MAGIC -声を操る者たち-
    - 「恋人たち」ギャラリー

  - 封入特典（通常版と同様）
  - 特製アウターケース付き

#### DVD（最終作）
2006年8月25日発売。
- 機動戦士Ζガンダム A New Translation III -星の鼓動は愛- DVD通常版（1枚組）
  - 映像特典
    - 特報・劇場予告編

  - 封入特典
    - ライナーノート（8P）
- 機動戦士Ζガンダム A New Translation III -星の鼓動は愛- DVD初回限定版（2枚組）
  - ディスク1：本編DVD（通常版と同様）
  - ディスク2：特典DVD
    - メイキング オブ Ζガンダム -星の鼓動は愛-編
    - スペシャル対談 富野由悠季×Gackt
    - 「星の鼓動は愛」ギャラリー

  - 封入特典（通常版と同様）
  - 特製アウターケース付き

#### Blu-ray
2012年5月25日発売。3作とも映像特典として特報と劇場予告編が収録され、16ページの解説書が封入されている。BOX版には劇場パンフレットの縮小版とポストカードが追加されている。
- 機動戦士Ζガンダム A New Translation -星を継ぐ者- Blu-ray（1枚組）
- 機動戦士Ζガンダム A New Translation II -恋人たち- Blu-ray（1枚組）
- 機動戦士Ζガンダム A New Translation III -星の鼓動は愛- Blu-ray（1枚組）
- 機動戦士Ζガンダム A New Translation 劇場版Blu-ray BOX（3枚組、期間限定生産）
  - 恩田尚之&仲盛文描き下ろし特製アウターケース付き3枚組ブルーレイケース仕様

2019年12月25日には「U.C.ガンダムBlu-rayライブラリーズ」劇場版としてスペシャルプライスBlu-rayが発売された。日本語, 英語, 中国語字幕付き。 
2020年11月26日には「U.C.ガンダムBlu-rayライブラリーズ」TV版としてスペシャルプライスBlu-rayが発売された。日本語, 英語, 中国語字幕付き。

## 関連作品

### 映像作品

#### GUNDAM EVOLVE
フル3DCGによる短編映像作品『GUNDAM EVOLVE（ガンダムイボルブ）』でも本作をモチーフとしたものが数編作られた。
- 第2作「GUNDAM EVOLVE II RX-178 GUNDAM Mk-II」
- 第9作「EVOLVE../9 MSZ-006 Ζ-GUNDAM」
- 第12作「EVOLVE../12 RMS-099 RICK-DIAS」
- 第13作「EVOLVE../13 RMS-108 MARASAI」

#### Competition of NEW GUNDAM -RED or WHITE-
『Competition of NEW GUNDAM -RED or WHITE-』は、2015年11月7日よりガンダムフロント東京・DOME-Gで公開のイベント上映作品。アナハイム・エレクトロニクス社のプレゼンテーションとして、赤いカラーのデルタガンダム弐号機と、グレーカラーのΖガンダム3号機（初期検証型）が登場する。
- 監督 - 河田成人

### 漫画

#### コミカライズ

##### 機動戦士Zガンダム
富野由悠季（原作）、近藤和久 (作画)、全3冊。
- テレビ版放映当時、近藤和久による漫画版が、漫画雑誌「コミックボンボン」にて連載された。基本的にはアニメ版のストーリーをなぞっているが、漫画独自の人物やMSがいくつか登場する一方で、アニメ版の重要人物やMSが一部登場しない、アニメ版とは異なるオリジナルの展開をする部分があるなど、独自要素の強い作品となっている。後にメディアワークスの電撃コミックスに復刻された。

電撃コミックス版
- 『機動戦士Zガンダム VOL.1』、1994年3月24日発行[57]、ISBN 9784840201025
- 『機動戦士Zガンダム VOL.2』、1994年5月9日発行[58]、ISBN 9784840201209
- 『機動戦士Zガンダム VOL.3』、1994年5月27日発行[59]、ISBN 9784840201353

##### 機動戦士Zガンダム (星を継ぐ者/恋人たち/星の鼓動は愛)
- 劇場版公開時、漫画雑誌「ガンダムエース」に劇場版のコミカライゼーションが連載された[注 33]。各作品の担当作家はそれぞれ異なっている。単行本はKADOKAWAより発売。全3巻。
  1. 『機動戦士Ζガンダム -星を継ぐ者-』田巻久雄
  2. 『機動戦士ΖガンダムII -恋人たち-』白石琴似
  3. 『機動戦士ΖガンダムIII -星の鼓動は愛-』津島直人

富野由悠季（原作）、矢立肇 (原案)、KADOKAWA (角川コミックス・エース)、全3冊。
- 『機動戦士Ｚガンダム 星を継ぐ者』、2006年2月23日発行、ISBN 9784047137868[60]
- 『機動戦士ＺガンダムII 恋人たち』、2006年2月23日発行、ISBN 9784047137943[61]
- 『機動戦士ＺガンダムIII 星の鼓動は愛』、2006年8月24日発行、ISBN 9784047138537[62]

##### 機動戦士Ζガンダム Define
- 「ガンダムエース」において、本作で作画監督を務めた北爪宏幸による『機動戦士Ζガンダム Define』が2011年から連載中[63]。これは同作者の漫画『機動戦士ガンダム C.D.A. 若き彗星の肖像』の設定を引き継ぎ、シャア（クワトロ）視点で描かれたコミカライゼーションとなっている。単行本は既刊17巻。

#### 独自作品
- テレビ版のコミカライズを担当した近藤の手による、本作を元にしたパラレルワールド作品『サイドストーリーオブガンダムΖ』が模型雑誌「模型情報」、および「B-CLUB」にて掲載された。バスクに妹セイラを人質に取られたシャア（クワトロ）はティターンズに所属、エゥーゴはジオンの残党、カミーユは元ジオン市民、主役MSの名前は「Ζグスタフ」などの独自設定で描かれたが、未完のまま終了している。
- ガンダムエースにて劇場版の外伝作品『機動戦士Ζガンダム デイアフタートゥモロー ―カイ・シデンのレポートより―』を連載[注 34]。

#### フィルムコミック
テレビ版放映当時、近代映画社よりジ・アニメフィルムコミックスとして本作のフィルムを使用して漫画仕立てにしたものが刊行された。1巻につき5話収録の全10巻。カバー・セル原画は作画監督として参加した瀬尾康博が担当。編集者による大幅なセリフの変更・割愛が目立つものとなっている。2009年には、近代映画社より完全復刻版が刊行された。
1. 『機動戦士Ζガンダムフィルムコミックス[完全復刻版]BOX-1』 ISBN 978-4764822573（2009年7月15日発行）
2. 『機動戦士Ζガンダムフィルムコミックス[完全復刻版]BOX-2』 ISBN 978-4764822641（2009年9月10日発行）

### 小説
アニメの放映当時、富野由悠季による小説版全5巻が講談社から、後に角川書店から刊行されている。基本的にはアニメ版のストーリーをなぞっているが、若干展開が異なっている。また終盤にアムロやハヤトが戦死した小説版『機動戦士ガンダム』とはストーリーがつながっていない。
もともとテレビ版放映開始前の1984年頃、『逆襲のシャア』のタイトルで「ガンダム」の続編小説が企画されており、テレビ版製作決定と共にその小説版にシフトしたという経緯がある。
講談社版のカバーイラストは永野護が担当し、アニメとは異なるディテールのメカやキャラクター、コスチュームが描かれていた。特にメカニックについては当初「永野版」的扱いだったのが、模型雑誌モデルグラフィックスによって設定を付加され、後に『ガンダム・センチネル』の設定上の骨子となった「アナハイム・ガンダム」の先駆ともなった。
角川文庫版はカバーイラストを美樹本晴彦が担当。アニメに準拠したキャラクターやメカで描かれていた。一方、口絵のMSのイラストは藤田一己により、アニメに準拠したものではなく、大きくデザインが変更された。
1986年、遠藤明吾著で『機動戦士Ζガンダム フォウ・ストーリー そして、戦士に…』がアニメージュ2月号付録として発表された。これは、フォウ・ムラサメの本編登場以前の過去を書いた物で、『機動戦士ガンダム』のあるキャラクターも主要人物として登場している。2001年9月に加筆再構成の上、角川スニーカー文庫で刊行された。なお、カバーイラスト・口絵イラスト・キャラクター紹介イラストは北爪宏幸が1986年当時に描いた物がそのまま使用されている。
- 遠藤明範 『機動戦士Ζガンダム フォウ・ストーリー そして、戦士に…』 ISBN 978-4044119065（2001年9月1日発行）

### ゲーム
「スーパーロボット大戦シリーズ」を筆頭に本作が登場するゲーム作品は無数にあるため、ここでは本作を題材に単独商品化された作品のみ記述する。
- LSI GAME 機動戦士Ζガンダム グリプスの攻防
- 機動戦士Ζガンダム（1985年12月10日発売/バンダイ、PC-8801・FM-7・X1用）
  - 任意スクロールの2Dシューティングゲーム。自機はΖガンダムで、ウェイブライダーに変形可能。全体的なゲームの雰囲気が『テグザー』に酷似している。
登場する敵モビルスーツはハイザック・ガルバルディβ・マラサイ・ギャプラン・ハンブラビなど。
- 機動戦士Ζガンダム・ホットスクランブル（バンダイ、ファミリーコンピュータ用）
- 機動戦士Ζガンダム AWAY TO THE NEWTYPE（スーパーファミコン用）3.3万本
- 機動戦士Ζガンダム前編 Ζの鼓動（セガサターン用）8万本
  - ガンダムMk-IIを操作し、ガブスレイ戦までを戦うアクションゲーム。敵がステージ上のみならず画面手前や奥にも出現するため、これらを攻撃するには専用のアクションが必要になる。仲間を呼び出して援護してもらうことができるが、仲間が倒した敵は得点にならない。
- 機動戦士Ζガンダム後編 宇宙を駆ける（セガサターン用）1.6万本
  - Ζガンダムを操作し、原作最後まで戦う。基本的操作は前編を引き継ぐが、Ζガンダムがジャンプせず流れるように移動し、ウェイブライダーへの変形とハイメガランチャーの溜め撃ちが可能。ボス戦では1対1になり格闘ゲームのような雰囲気になる。前編のセーブデータがあればクワトロの百式を操作できるステージが出現する。
- 機動戦士Ζガンダム（PlayStation用）
  - 3Dアクションゲーム。シャアとカミーユの視点で展開されるゲーム内容をプレイできるのが特徴であり、「シャアモード」「カミーユモード」として、それぞれ1枚のCD-ROMに収められている。40分以上の新規作成アニメーションを収録し、アニメパートのスタッフは、演出に高松信司、作画はスタジオダブ、作画監督は西村誠芳、音響監督は藤野貞義が各自担当。
- 機動戦士Ζガンダム エゥーゴvs.ティターンズ（アーケードゲーム・PlayStation 2用）
- 機動戦士Ζガンダム エゥーゴvs.ティターンズDX（アーケードゲーム）
  - 機動戦士ガンダム ガンダムvs.Ζガンダム（PlayStation 2・ニンテンドー ゲームキューブ用）
- 機動戦士Ζガンダム バトルタイピングゲーム（サンライズインタラクティブ、Microsoft Windows用）

### ゲームブック
- 機動戦士Ζガンダム Vol.1 グリーン・ノアの決断
- 機動戦士Ζガンダム Vol.2 パレオロガス漂流
  - ホビージャパンより刊行された上記二冊は本編同様にカミーユが主人公（PC＝プレイヤー・キャラクター）。Vol.1はアニメ冒頭をベースとしたもので、プレイヤーの選択によってはカミーユがティターンズと共にエゥーゴを撃退するという展開にもなる。Vol.2はゲームブックオリジナルストーリーで、一部の登場人物は同じくホビージャパン発行のΖΖゲームブック3部作にも重要な立場で登場する。
- 機動戦士ガンダム0087 ジェリド出撃命令
  - ジェリド・メサがPC。アラスカでのティターンズ訓練生時代を描いたゲームブックオリジナルストーリー。ケイブンシャ、バンダイ文庫からそれぞれ刊行された。

### 音楽
- 『交響組曲Z-ガンダム』

三枝成彰（作曲・編曲）、小松一彦（指揮）、オール・ジャパン交響楽団（演奏）、1985年8月8日～9日録音
1.「Ζガンダムのテーマ」
2.「戦争と平和」
3.「宇宙巡洋艦のテーマ」
4.「猜疑の勝利」
5.「サイコ・オーラポラリス」
6.「ニュータイプ」
7.「愛の協奏曲」
劇伴として作曲されたものを作曲者自身によって7楽章の交響曲形式にしたもので、LPレコードは1985年10月21日、CDは1991年3月5日にスターチャイルドから発売され、2017年にキングレコードからハイレゾ版が発売された。1985年の録音ののち楽譜は行方不明になっていたが、2023年に手書きの総譜が発見され、2024年8月10日に仙台フィルハーモニー管弦楽団によって人前初演された。
- 『交響組曲Z-ガンダム』（吹奏楽版）

三枝成彰（作曲）、長生淳（編曲）、佐藤義政（指揮）、航空自衛隊航空中央音楽隊（演奏）、1998年3月11日（初演）
I.「Ζガンダムのテーマ」
II.「戦争と平和」
III.「恋人たち」
1998年3月11日にサントリーホールで行われた「陸・海・空自衛隊コンサート」において航空自衛隊航空中央音楽隊よって初演された。

### パチンコ
パチンコ
- CRフィーバー機動戦士Ζガンダム（2017年、SANKYO）

### その他
岡山県にある道の駅久米の里には、個人が制作した約1/3スケールのΖガンダムの模型が存在する。デザインは角川スニーカー文庫版『機動戦士Ζガンダム』の挿絵などに描かれている、いわゆる「藤田一己版」。脚部には油圧シリンダーなどを組み込んでおり、動かすことも可能（Ζガンダムも参照）。